# پودارتسی (صربستان)
پودارتسی (به صربی: Pudarci) یک منطقهٔ مسکونی در صربستان است.